# Olympische Winterspelen 1944
De Ve Olympische Winterspelen die in 1944 in het Italiaanse Cortina d'Ampezzo gehouden zouden worden, werden in 1941 afgelast vanwege de Tweede Wereldoorlog. Na de oorlog werden de Spelen van 1948 
gehouden in het Zwitserse Sankt Moritz. Cortina d'Ampezzo kreeg de Spelen van 1956 toegekend.
Olympische Zomerspelen
Olympische Winterspelen
Gerelateerd
Olympische Jeugdspelen · Paralympische Spelen · Deaflympische Spelen · Special Olympic World Games
IOC · COA · BOIC · NOC*NSF · NAOC · SOC